# Otis Davis
Pour les articles homonymes, voir Davis.
Otis Crandall Davis, né le 12 juillet 1932 à Tuscaloosa et mort le 14 septembre 2024, est un athlète américain, vainqueur de deux médailles d'or aux Jeux olympiques d'été de 1960 sur 400 m et en relais 4 × 400 m.

## Carrière
La plupart des grands champions d'athlétisme des États-Unis ont commencé leur carrière à l'école secondaire ou même plus tôt. Mais Otis Davis, né à Tuscaloosa en Alabama, a suivi une route différente. Le basket-ball a été son premier sport et il ne s'orienta vers le 400 m qu'à 26 ans, alors étudiant à l'université d'Oregon. Davis était entraîné par le légendaire Bill Bowerman.
Deux ans plus tard, 1960 fut son année. Aux Jeux olympiques de Rome, il remportait le titre sur 400 m devant l'Allemand Carl Kaufmann, établissant un nouveau record du monde et devenant le premier homme à courir le 400 m en moins de 45 secondes. Deux jours plus tard, Davis et Kaufmann se rencontrèrent à nouveau, cette fois-ci en finale du relais 4 × 400 m. Les États-Unis remportaient la course et Davis sa deuxième médaille d'or.
Otis Davis est élu au Temple de la renommée de l'athlétisme des États-Unis en 2004.

## Palmarès
| Date | Compétition     | Lieu | Résultat | Épreuve   |
| ---- | --------------- | ---- | -------- | --------- |
| 1960 | Jeux olympiques | Rome | 1er      | 400 m     |
| 1960 | Jeux olympiques | Rome | 1er      | 4 × 400 m |

## Records
- Record du monde du 400 m en 44 s 9 le 6 septembre 1960 à Rome (amélioration du record du monde détenu par Louis Jones, sera battu en 1967 par Tommie Smith)
- Record du monde en relais 4 × 400 en 3 min 02 s 2 avec Ollan Cassell, Ulis Williams et Henry Carr le 8 septembre 1960 à Rome (amélioration du record détenu le relais jamaïcain composé de Rhoden, McKenley, Laing et Wint, sera battu en 1966 par le relais américain composé de Cassell, Williams, Carr et Larrabee)